# Marcos Guimarães
Marcos Guimarães (Campinas, 28 de Novembro de 1959) é um pintor e escultor brasileiro.
Iniciou aos 15 anos de idade na pintura a óleo. Aos 18 anos ingressa na Universidade Estadual de Campinas (Unicamp), graduando-se em Economia. Apesar da disparidade, é ai que amadurece seu aspecto social, filosófico e humanístico. Paralelamente desenvolve suas atividades artísticas estimulado pelo grande artista Aldo Cardarelli.
Em 1981 recebe o Prêmio Pirelli Jovem Pintor, com obra exposta no Museu de Arte de São Paulo (MASP). É um período em que participa intensamente de concursos e salões conquistando inúmeras premiações.
Ansioso por um maior conhecimento técnico, e insatisfeito com o suporte na pintura a óleo, parte para Firenze, Itália onde além de cursar a Escola de Desenho e Pintura do Palácio Spinelli, faz o curso com o Prof. Leonardo Passeri, restaurador oficial do Estado Italiano, sobre preparação de telas e suportes, principalmente da época renascentista.
Reingressa ao circuito artístico com a exposição 5 Jovens Artístas no Museu de Arte Contemporânea de Campinas (MACC) e participa do intercâmbio Brasil-Valinhos-Cuba, onde além de várias exposições faz o curso de Calcografia e Lithografia em Havana.
Inicia sua participação no circuito internacional de Escultura Monumental, viajando e executando obras assim como exposições além do Brasil, no México, Itália, Cuba e Canadá.
Desenvolve inúmeros trabalhos de grandes dimensões, dentre os quais o Painel Comemorativo do centenário de Valinhos, obra de 8,00 metros fixado no saguão superior da Prefeitura de Valinhos.
Inaugura seu atelier de fundição em bronze - METAFÁBRICA.
Desenvolve no Brasil o projeto CONTEMPORÂMICAS BRASILEIRAS, que objetiva pintar em grandes dimensões os parques brasileiros.
Atualmente atua nas áreas de pintura, esculturas em bronze e fundição em bronze.